# Старий Качкашур
Старий Качкашу́р (рос. Старый Качкашур) — присілок в Красногорському районі Удмуртії, Росія.

## Населення
Населення — 64 особи (2010; 88 в 2002).
Національний склад станом на 2002 рік:
- удмурти — 83 %